# Kolja Erdmann
Kolja Erdmann (* 1981 in Wiesbaden) ist ein deutscher Filmkomponist.
Erdmann schreibt Filmmusik für Kino- und TV-Produktionen, Spielfilme und Dokumentationen, unter anderem für die Kino-Produktion Russland – Im Reich der Tiger, Bären und Vulkane (2011) und die 6-teilige ARD-Dokumentation Wildes Russland (2009), die auf der Green Screen als bester Film 2009 ausgezeichnet und für die beste Filmmusik nominiert wurde sowie für die mehrteilige ARD-Dokumentation Wildes Deutschland. Neben Spielfilmen und Naturfilmen komponiert Kolja Erdmann regelmäßig für den Spiegel.
Erdmann lebt in Hanau.